# Bierik Diengielbajew
Bierik Szałgymbajewicz Diengielbajew (ur. 1 listopada 1974) – kazachski zapaśnik walczący w stylu wolnym. Zajął jedenaste miejsce na mistrzostwach świata w 1998. Siódmy na igrzyskach azjatyckich w 1998. Szósty na mistrzostwach Azji w 1999. Złoty medalista na igrzyskach centralnej Azji w 1999 roku.